# Perry (Utah)
Perry – miasto w Stanach Zjednoczonych, w stanie Utah, w hrabstwie Box Elder.